# Carl Gustaf M/45

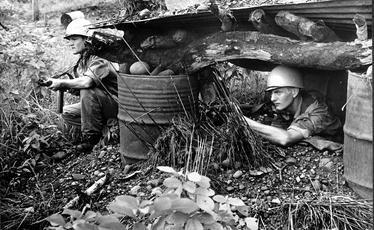
шведские солдаты в Конго с M/45 (ноябрь 1961)

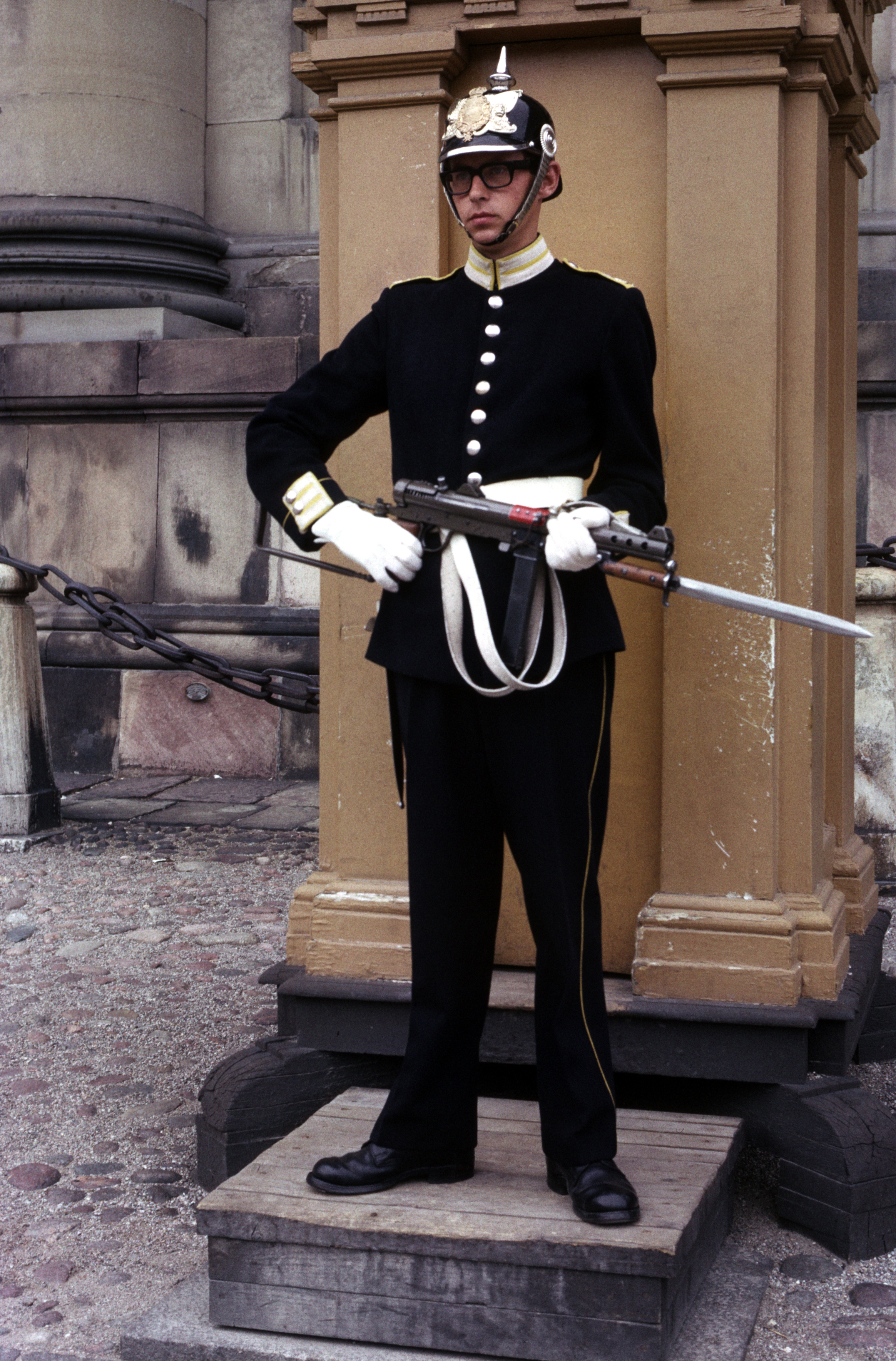
Шведский королевский гвардеец с M/45

Карл-Густав М/45 — шведский пистолет-пулемёт, разработанный шведской государственной оружейной компанией «Карл Густав» после окончания Второй мировой войны для замены ранее выпускавшегося по лицензии финского пистолета-пулемёта «Суоми».
Кроме Швеции, по лицензии производился в США, Индонезии и Египте.
В 1960-1964 гг. в ходе миротворческой операции ООН в Конго военнослужащие Швеции и Ирландии использовали пистолеты-пулемёты этого типа в боевых действиях.

## Варианты и модификации
- Kpist m/45 — модель образца 1945 года с отделяемым приёмником магазина, использовала 36-зарядные магазины и 50-зарядные магазины от пистолет-пулемёта M31 «Suomi»[2].
- M/45B — модель с неотъёмным приёмником магазина, использовала только 36-зарядные магазины[2].
- M/45C — модель с креплением для штыка.
- M/45E — полицейская модель с переводчиком режима огня, позволявшим ведение огня одиночными выстрелами[1].
- M/45BET — модификация армейского M/45B для полиции, с установленным переводчиком режима огня и возможностью отстрела гранат со слезоточивым газом Tårgaskastspray m/74 образца 1974 года холостым патроном ptr m/T.
- Smith & Wesson M76 — копия М/45, выпускалась компанией «Smith & Wesson». Всего с 1967 до конца 1974 года[3] было изготовлено шесть тысяч пистолет-пулемётов[4], в 2001 году 100 шт. из них купила компания «Tactical Weapons Company» и они были переделаны в самозарядные карабины для коммерческой продажи в качестве гражданского оружия (первые несколько карабинов были выпущены под наименованием «Omega 760 semiautomatic carbine», а все остальные — под наименованием SW76)[5].
- МК-760 — копия М/45, небольшое количество было выпущено компанией «MK Arms»[5] в 1983—1986 годы, после введения 19 мая 1986 года правительством США запрета на продажу автоматического оружия гражданским лицам были выпущены ещё 1500 шт. «полуавтоматических карабинов» МК-760 carbine с изменённым затвором и удлинённым до 16 дюймов стволом, допускавших возможность стрельбы только одиночными выстрелами[4].
- «Порт-Саид» — копия М/45, выпускалась по лицензии на предприятии «Maadi»[2], построенном в 1948 году в пригороде Каира при участии шведских специалистов[6].
- «Акаба» — упрощённый вариант.

## Страны-эксплуатанты
- Швеция:[7]

- вооружённые силы Швеции: пистолет-пулемёт прошёл испытания на соответствие требованиям шведской армии и принят на вооружение в 1945 году под обозначением М/45. Пистолеты-пулемёты M/45 состояли на вооружении шведской армии до середины 1990-х годов, c вооружения сил самообороны (Hemvärnet) сняты 2 апреля 2007.
- полиция Швеции: m/45E, m/45BE и m/45BET были приняты на вооружение отдельных категорий сотрудников полиции
- кроме того, в 1956 году некоторое количество m/45 было передано в стрелковые клубы (в качестве учебно-тренировочного оружия для начальной военной подготовки молодежи с 17-летнего возраста и резервистов старших возрастов)

- Израиль — некоторое количество трофейных «Порт-Саид» использовалось в вооружённых силах и иных военизированных формированиях Израиля[9]
- Индонезия[2][7]
- Ирландия[2][7] — оставался на вооружении ирландской армии до начала 2000х годов[10]
- Канада - некоторое количество самозарядных карабинов «Omega 760» было ввезено в страну и поступило в продажу в качестве гражданского оружия. Однако 5 декабря 2024 года правительство Канады законодательно запретило владение этим оружием[11].
- США — некоторое количество было закуплено для спецподразделений вооружённых сил США[3] и ЦРУ[3]; в ходе войны во Вьетнаме некоторое количество пистолет-пулемётов имелось у военных советников США и «тюленей» ВМС США, они получили неофициальное наименование "Swedish K"[12][13]; после окончания войны незначительное количество осталось на вооружении SEAL[3], а остальные были переданы на вооружение полицейских департаментов США[3][4].
- Латвия — некоторое количество получено из Швеции, поступили на вооружение «Земессардзе»
- Эстония — принят на вооружение вооружённых сил Эстонии[14]
- Южный Вьетнам — после объявления в 1969 году о политике "вьетнамизации" войны и постепенном сокращении численности войск США во Вьетнаме некоторое количество ранее использовавшихся в спецподразделениях США пистолетов-пулемётов было передано южновьетнамским войскам и военизированным вооружённым формированиям[12]

## Дополнительная информация
- В начале 1980-х годов магазины от пистолета-пулемёта использовались в пистолете-пулемёте «Viking», который разработала для продажи в США компания «Viking systems Inc.»; это оружие было выпущено в количестве около 1000 шт. и распространения не получило[15].
- Изготовленный на территории Палестинской Национальной автономии самодельный автомат называется «Карло» в честь Carl Gustaf M/45[16].